# Halfeti
Halfeti (osmanisch روم قلعه Rumkale, kurdisch Xelfetî) ist ein Landkreis (İlçe) der türkischen Provinz Şanlıurfa im Südosten der Türkei und zugleich eine Gemeinde (Belediye) der 2012 geschaffenen Şanlıurfa Büyükşehir Belediyesi (Großstadtgemeinde/Metropolprovinz). Die gleichnamige Kreisstadt Eski Halfeti (türkisch für Alt-Halfeti) liegt 120 km westlich des Zentrums von Şanlıurfa am Ufer des Euphrat. Die im Stadtsiegel abgebildete Jahreszahl 1923 dürfte auf das Jahr der Erhebung zur Gemeinde (Belediye/Belde) hinweisen.
Seit der Realisierung des Südostanatolien-Projekts stehen viele der am Euphrat errichteten Dörfer unter Wasser. Ende 1999 wurde Eski Halfeti zu zwei Dritteln überflutet. Dadurch stehen die Gebetshallen einer osmanischen Moschee knöcheltief unter Wasser. Gleich vor der Moschee ist zu sehen, wie das Dach eines kompletten Hauses über den Wasserspiegel hinausragt.
Durch die Überflutung der Stadt sind viele Einheimische in die umliegenden Gebiete emigriert. Die türkische Regierung hat daraufhin sieben Kilometer östlich die Stadt neu errichten lassen. Die neu entstandene Siedlung nennt sich Yeni Halfeti (türkisch für Neu-Halfeti). Yeni Halfeti wurde auf dem Gebiet des Dorfes Karaotlak errichtet und verschmilzt mit den umliegenden Dörfern zu einer großen, vergleichsweise modernen Stadt. Die einstigen Dörfer wurden zu Stadtvierteln.

## Sehenswürdigkeiten in Halfeti
Im Landkreis Halfeti befinden sich unzählige Grotten und historische Gebäude, von denen viele verfallen sind.

### Değirmen Deresi
Değirmen Deresi (türkisch für Mühlenbach) ist eine natürliche Schlucht in Eski Halfeti. Der Eingang der Schlucht befindet sich in der Nähe des Euphratufers. Sie hat eine reiche natürliche Vegetation: wilde Feigenbäume zieren mit anderen Wildpflanzen die Öffnung von Değirmen Deresi. Ein kleiner, natürlicher Weg führt den Besucher in die Schlucht. Ein kleiner Bach fließt von der Schlucht herab in den Euphrat.
Die Schlucht ist nicht sehr breit und hat eine V-Form. Sie besteht aus Kalkstein, wie alle Hügel dieser Gegend. Viele kleine Wasserläufe, die von den steilen Felsen der Schlucht herabfließen, hinterlassen helle und dunkle Streifenmuster. Flechten bilden dabei dunkle und Sinterablagerungen helle Streifen. So ist die Kalkoberfläche der einander gegenüberliegenden Hänge entweder gestreift oder von buschähnlichen Pflanzen überdeckt. Das herabfließende Wasser überquert den Kalksteinboden unregelmäßig und vereint sich schließlich zu einem einzigen Bach, der seinen Weg zum Euphrat sucht. Einst haben Menschen die Wasserkraft nutzen wollen und schlugen einen geraden Bachweg in den Kalkboden, an den sie wahrscheinlich kleine Mühlen gebaut haben. Die Mühlen müssen dieser Schlucht ihren heutigen Namen gegeben haben.
Der nasse Kalkboden ist teilweise von herabgeschwemmtem, fruchtbarem Schlamm überdeckt und grün bewachsen.
In Değirmen Deresi gibt es einen zwei Meter hohen Wasserfall. Etwas weiter sind Ruinen einer Steinhütte und mehrere Grotten zu sehen.
Eine der Hangseiten hat die Form einer vier Meter hohen, steinernen Welle, unter welcher der nasse Wanderweg hindurchführt. Ihre glatte, kahle Oberfläche ist orange-rostig gefärbt und in Vertikalrichtung unterschiedlich hell gestreift. Sie hängt über und ist um die 50 Meter lang. Der Bach muss einst so mächtig gewesen sein, dass er den Felsen, auf den er prallte, wellenförmig geschliffen hat. Er bildet über die ganze Schlucht hinweg Wasserbecken, die von den Einheimischen im Sommer als Badeplätze genutzt werden.
Değirmen Deresi ist ein beliebter Ausflugs- und Picknickplatz für die Bewohner Halfetis.

### Buk û Zava

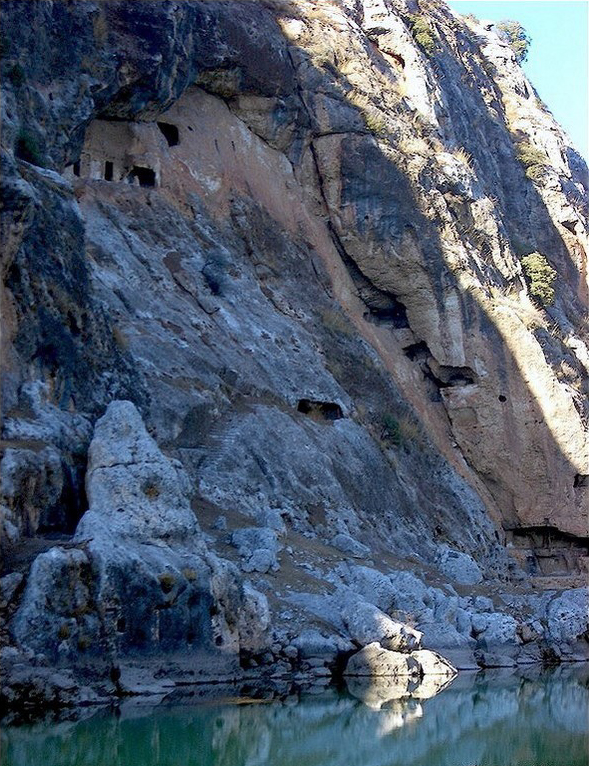
Buk û Zava: mehrstöckiges Grottensystem in Halfeti (September 2006)

Buk û Zava (kurdisch Braut und Bräutigam) ist ein noch unerforschtes Grottensystem in der Nähe des kurdischen Dorfes Sırataşlar. Das Grottensystem weist neun Stockwerke auf und ist etwa 40 Meter hoch. Die Höhle weist vielfache Bearbeitungen auf, der Zweck und das Alter der Anlage sind unbekannt.

## Verwaltungsgeschichte
Der Kreis wurde 1954 durch das Gesetz Nr. 6324 gebildet. Bis Ende 2012 bestand er aus der Kreisstadt (2012: 8.536 Einw.) und zwei Gemeinden (Argıl 2.753 und Yukarıgöklü 5.685 Einw.). Des Weiteren existierten noch 32 Dörfer (Köy) mit insgesamt 22.635 Einwohnern. Im Zuge der Verwaltungsreform wurden 2013 diese Dörfer und die zwei Gemeinden in Mahalles überführt und zu den bestehenden der Kreisstadt hinzugefügt. Deren Zahl stieg von 18 auf 44, bis Ende 2020 stieg die Anzahl auf 49 an. Durchschnittlich leben 842 Einwohner in jedem Mahalle, Siyahgül ist das größte Stadtviertel (2.548 Einw.).
Weitere Sehenswürdigkeiten sind:
- die Kirche von Nuhrut
- die armenische Kirche im Dorf Cibin (heute Teil der Dorfmoschee)
- Zaretê Karababa (Grabstätte Karababas)
- Darê Zaretê (vier große, uralte Eichenbäume auf einem einsamen Hügel)

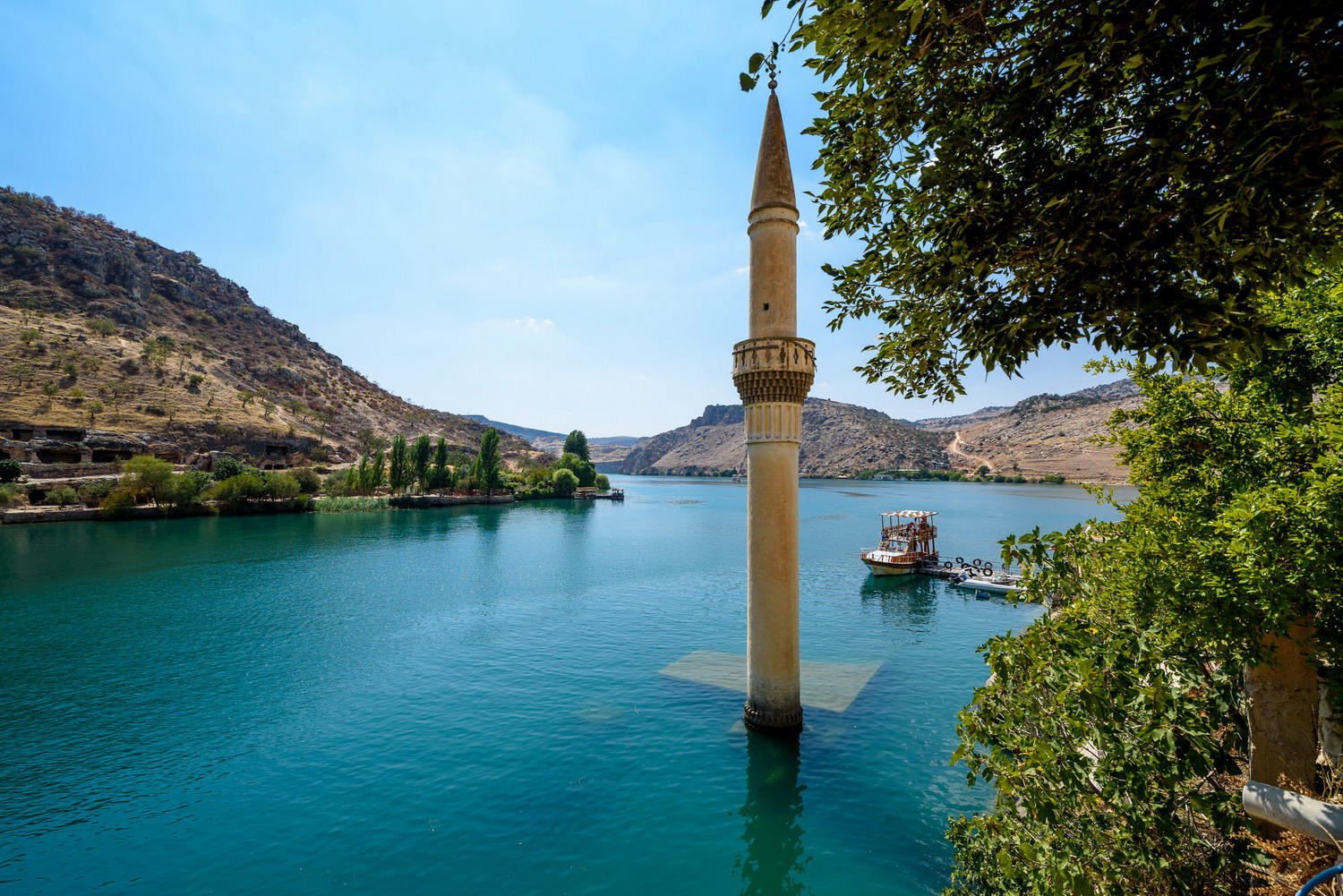
Die versunkene Moschee von Halfeti

## Persönlichkeiten
- Abdullah Öcalan (* 1949), kurdischer Führer der Arbeiterpartei Kurdistans
- Müslüm Gürses (1953–2013), türkischer Schauspieler und Sänger
- Osman Öcalan (1958–2021), kurdischer Führungskader der Arbeiterpartei Kurdistans
- Ömer Öcalan (* 1987), kurdischer Politiker
- Dilek Öcalan (* 1987), kurdische Politikerin